# Reserva natural Puerto Mar del Plata
La Reserva natural Puerto Mar del Plata es una reserva natural provincial de objetivos definidos mixtos botánico, faunístico y educativo de la ciudad de Mar del Plata. Consiste en un humedal ubicado entre un área industrial, el Puerto de Mar del Plata, una zona residencial y el Complejo Balneario de Punta Mogotes. Actúa como espacio de amortiguamiento y moderación de todas las actividades industriales, residenciales y turísticas realizadas en dichas zonas. Habitan en ella más de ciento cincuenta especies de aves (algunas de ellas migratorias), diferentes especies de pequeños mamíferos, reptiles, anfibios y peces. Asimismo, posee una gran variedad de flora autóctona y exótica.

## Historia
El área actual de la reserva se generó como resultado de la acción de la naturaleza combinada con la del hombre. Tras la inauguración del actual puerto, en 1924, existía al sur del mismo un sector de playa que se extendía desde el mar y hasta el acantilado en cuyo borde superior se encontraba un camino costero (actual Avenida de los Trabajadores). Por esos años, la zona al oeste de dicho camino inicia un proceso de urbanización, que conlleva a la impermeabilización de ciertas superficies, reduciendo la capacidad de absorción del terreno. Paralelamente, comenzaba a explotarse el atractivo turístico de las playas de la zona. Para comunicar el camino costero con el mar, se construyeron pasos con la arena que se encontraba al costado de los mismos, generando profundos pozos. Ambas modificaciones sobre el terreno, la inclinación hacia el mar de éste y los nuevos recorridos realizados por el agua de origen pluvial produjeron la aparición de un conjunto de lagunas que se consolidaron entre los años 40 y 50.
Con la construcción del Complejo Balneario Punta Mogotes en los años 80, el conjunto de lagunas quedó conectado, generando un flujo de agua continuo de sur a norte. Durante esos años, diversas organizaciones académicas y vecinales se vieron interesados en el estudio y la conservación ambiental de estas áreas, convertidas en el hábitat de diferentes especies, principalmente de aves migratorias y residentes. Como resultado, en 1987 se crea la Fundación Reserva Natural Puerto Mar del Plata.
En 1990, bajo la ordenanza municipal N.º 7.927, se declara "reserva natural" al predio delimitado por la Avenida Martínez de Hoz (actual Avenida de los Trabajadores), la planta de almacenaje de Gas del Estado, las fábricas industrializadoras de pescado, los depósitos de combustibles de Yacimientos Petrolíferos Fiscales y una línea paralela a la costa, separada 100 metros de ésta.
En 1996, la ordenanza municipal N.º 10313 extiende el área de la reserva natural al predio correspondiente a la planta de almacenaje de gas de la empresa Distribuidora de Gas Pampeana, anteriormente en manos de Gas del Estado.
En 1997, se sanciona la ordenanza municipal N.º 11038, que declara "área protegida" al sector integrado por las lagunas conectadas no incluidas en la ordenanza N.º 7927, conocido como Lagunas de Punta Mogotes, y su espacio terrestre periférico.
En 2010, el diputado provincial Carlos Nivio presenta el primer proyecto de ley para declararla reserva natural en el ámbito provincial, pero solo llega a la media sanción.
En 2012, el proyecto es presentado nuevamente, en este caso, por la senadora provincial Cristina di Rado.
En 2014, se sanciona la ley provincial N.º 14.688, que la declara "Reserva Natural Provincial de Objetivos Definidos Mixtos Botánico, Faunístico y Educativo". El proyecto había sido apoyado por diferentes sectores, entre los que se encuentra la organización ecologista Greenpeace.

## Ambientes
La Reserva natural Puerto Mar del Plata está compuesta de 5 ambientes principales: Paleoacantilado, Lagunas, Pastizal, Médanos Costeros y Playa.
- Paleoacantilado: si bien se halla fuertemente alterado por las acciones antrópicas que transformaron la zona costera en virtud del desarrollo turístico e industrial de la zona, puede reconocerse aún una orientación aproximada Noroeste - Sudeste. Está labrado tanto en las rocas ortocuarcitas (localmente llamada piedra Mar del Plata) de la formación Balcarce, como en las sedimentitas y sedimentos limo - arenosos cenozoicos que las cubren en discordancia.

- Lagunas: representado por la Laguna Continental y la Laguna Costera. La Laguna Continental posee las mismas características de una típica laguna pampeana, con un cuerpo de agua léntico con afluencia de napas freáticas y cuenta con la presencia de abundante vegetación acuática. La Laguna Costera cuenta con el aporte de las Lagunas de Punta Mogotes, su cuerpo es más dinámico y la vegetación es más variable que la anterior.

- Pastizal: compuesto principalmente por cortadera y gran variedad de especies herbáceas autóctonas y exóticas.

- Médanos Costeros: antiguamente representados por tres clases, médanos primarios o móviles, médanos secundarios o de transición y finalmente médanos terciarios o fijos. Actualmente, debido a la dinámica costera y al impacto humano, sólo podemos observar médanos móviles.

- Playa: las playas del sector han sido favorecidas por un proceso acrecional de origen antrópico, como resultado de la acumulación de las arenas transportadas por la deriva litoral por la pantalla de la escollera sur, presentan buena extensión y, en general, no desarrollan berma.[11]

## Flora
En el área de pastizal continental, la especie predominante es la cortadera con varias hectáreas de extensión. También existen, en forma aislada, plantas exóticas como palmeras, frutales y cañaverales. 
La mayor diversidad de especies autóctonas se encuentra en el sector costero, con especies tales como el espartillo, la paja voladora y el senecio. Esta área es prácticamente el único lugar de Mar del Plata en donde se pueden observar dichas especies.
En los bajos salobres y en ambas lagunas hay algunos ejemplares relictuales de hunco (subespecie Leopoldii), además de totoras. Asimismo, existen hierbas sumergidas como la gambarrusa.
La vegetación flotante está representada por la lenteja de agua y el helechito de agua, cuyas concentraciones forman tapices sobre las lagunas.
La concentración de algas en suspensión en la columna de agua varía por estación, adquiriendo diversos matices de color verde.